# Charles-François de Rouvroy de Saint Simon
Charles-François de Rouvroy de Saint Simon (známý také jako Monseigneur de Saint-Simon, 5. dubna 1727, Paříž – 26. července 1794, Paříž) byl francouzský římskokatolický duchovní, v letech 1757–1794 poslední biskup agdeský. Během Velké francouzské revoluce byl popraven na gilotině, dva dny před koncem jakobínského teroru.

## Život
Charles-François se narodil v době starého režimu ve Francii do šlechtické rodiny de Rouvroy de Saint-Simon. Jejich rod patřil k předním šlechtickým rodinám ve Francii. Jeho otcem byl Louis François de Rouvroy a matkou Louise Gabrielle de Gourgues. Charlesovým bratrancem byl spisovatel Pamětí Ludvík, vévoda Saint-Simon.
Král Ludvík XV. jej navrhl 8. března 1759 jako nového biskupa jihofrancouzského biskupství v Agde. Papež Klement XIII. ho potvrdil sídelním biskupem v dubnu 1759. Biskupské svěcení přijal Charles-François ve svých 32 letech z rukou svého synovce Clauda Charlese, biskupa métského v květnu 1759.
Po změně společenských poměrů během Velké francouzské revoluce byl biskup Saint-Simon nucen přísahat věrnost republice na občanskou ústavu a měl nutit k témuž kněze ve své diecézi. Protože odmítl, byl vyhnán ze svého sídelního města a uchýlil se ke své rodině v Paříži. Po zhoršení poměrů v Paříži se pokusil o útěk z města, byl však zadržen revolučními gardami.
Revoluční tribunál biskupa Saint-Simona soudil 25. července 1794. Shledal jej vinným ze zločinů proti republice a odsoudil jej k trestu smrti. O den později, 26. července byl Charles-François de Rouvroy de Saint Simon popraven na gilotině. O dva dny později, 28. července, byl gilotinován jeden z hlavních strůjců Hrůzovlády, Maximilien Robespierre. Agdeské biskupství bylo zrušeno, na základě konkordátu z roku 1801 bylo v témže roce včleněno do montpellierské diecéze.